# Detlev Kittstein
Detlev Kittstein (Sprottau, 24 februari 1944 - Frankfurt am Main, 3 mei 1996) was een hockeyer uit Duitsland. 
In 1968 eindigde Kittstein als derde tijdens de Olympische Spelen. Twee jaar later in Brussel werd Kittstein met zijn ploeggenoten de eerste wereldkampioen hockey.
Kittstein won tijdens de Olympische Zomerspelen in eigen land in 1972 de gouden medaille.

## Erelijst
- 1968 – 4e Olympische Spelen in Mexico-stad
- 1970 –  Europees kampioenschap in Brussel
- 1972 –  Olympische Spelen in München
- 1973 –  Wereldkampioenschap in Amstelveen